# Josef Prokopec
Josef Prokopec (7. února 1919 Stradouň – 5. července 2010) byl český armádní pilot, příslušník Royal Air Force v období druhé světové války.

## Život

### Před druhou světovou válkou
Josef Prokopec se narodil 7. února 1919 ve Stradouni na Vysokomýtsku. Vyučil se autolakýrníkem, poté pracoval v Plzni. V rámci akce 1000 nových pilotů republice získal v roce 1938 v Západočeském aeroklubu pilotní výcvik. Chtěl vstoupit do armádního leteckého učiliště, ale pro přílišné množství zájemců se tak nestalo. V roce 1938 absolvoval pouze udržovací lety.

### Druhá světová válka
V roce 1939 se Josef Prokopec stal na krátko příslušníkem Leteckého pluku 1 v Hradci Králové. Po německé okupaci v březnu 1939 došlo k rozpuštění Československé armády i jejího letectva. V červenci 1939 opustil Protektorát Čechy a Morava a odešel Polska. Po jeho porážce v září 1939 padl společně s dalšími do sovětské internace, ve které strávil více než rok. Po československou vládou vyjednaném propuštění se přes Istanbul a Palestinu přesunul do Spojeného království, kde byl přijat do Royal Air Force. Absolvoval výcvik mj. i v Kanadě a po jeho ukončení byl v lednu 1944 zařazen do 310. československé stíhací perutě. Dne 28. října 1944 byl převelen k 312. československé stíhací peruti, u které působil až do konce druhé světové války. Nalétal 167 operačních hodin.

### Po druhé světové válce
Po skončení druhé světové války a návratu do Československa pokračoval Josef Prokopec v armádní službě. Působil u 5. stíhacího pluku v Plané na Českobudějovicku. Mj. zde v roce 1948 školil izraelské piloty. Po komunistickém převzetí moci byl v roce 1949 propuštěn z armády, degradován a byl nucen pracovat jako plánovač výroby ve sklárnách v Heřmanově Huti. Po odchodu do důchodu žil v Plzni. V roce 1991 byl rehabilitován a povýšen do hodnosti plukovníka. Zemřel 5. července 2010.

### Vyznamenání
- 3x Československý válečný kříž 1939
- Československá medaile Za chrabrost před nepřítelem